# Matt Reeves

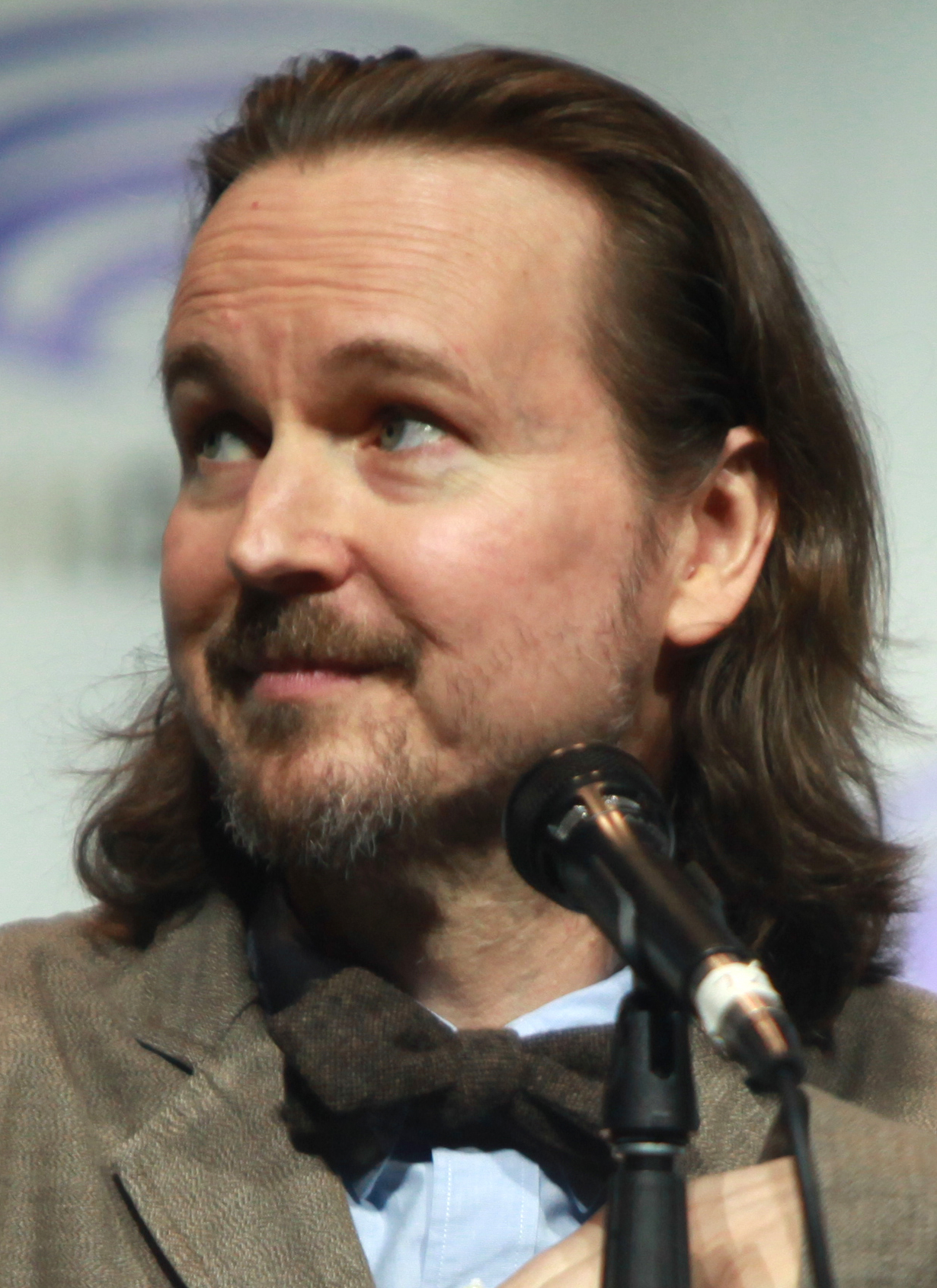
Matt Reeves (2014)

Matt Reeves (* 27. April 1966 in Rockville Centre, New York) ist ein US-amerikanischer Regisseur, Drehbuchautor sowie Filmproduzent.

## Leben
Reeves gab sein Debüt als Regisseur und Drehbuchautor 1993 mit einer Episode des Films Future Shock. Zwei Jahre später schrieb er das Drehbuch zum Actionfilm Alarmstufe: Rot 2, 1996 inszenierte er die Filmkomödie Der Zufallslover. Daran anschließend arbeitete er als Regisseur für das Fernsehen, wo er einzelne Episoden von verschiedenen Serien inszenierte.
Im Jahre 1998 entstand in Zusammenarbeit mit J. J. Abrams die Idee zur Fernsehserie Felicity, für die er als Ausführender Produzent tätig war und von 1998 bis 2002 fünf Episoden als Regisseur drehte.
Im Jahr 2000 verfasste Reeves das Drehbuch zum Film The Yards – Im Hinterhof der Macht. 2008 drehte er den Film Cloverfield, der von Jeffrey Jacob Abrams produziert wurde. Im gleichen Jahr wurde er von der Academy of Science Fiction, Fantasy & Horror Films mit dem Filmmaker’s Showcase Award ausgezeichnet. 2010 folgte mit Let Me In eine Neuverfilmung des schwedischen Horrorfilms So finster die Nacht mit Kodi Smit-McPhee und Chloë Moretz in den Hauptrollen. 2014 folgte Planet der Affen: Revolution, drei Jahre später Planet der Affen: Survival. Beide setzen Planet der Affen: Prevolution (2011) fort. Mit The Batman verantwortete er im Anschluss als Autor und Regisseur einen Neubeginn rund um die Figur des Batman, die Veröffentlichung erfolgte 2022, der Film wurde schließlich für drei Academy Awards nominiert. Für 2026 ist bereits eine Fortsetzung mit Reeves als Regisseur in Arbeit.

## Filmografie (Auswahl)

### Als Drehbuchautor
- 1995: Alarmstufe: Rot 2 (Under Siege 2: Dark Territory)
- 1996: Der Zufallslover (The Pallbearer)
- 1998–2002: Felicity (Fernsehserie, Schöpfer)
- 2000: The Yards – Im Hinterhof der Macht (The Yards)
- 2010: Let Me In
- 2017: Planet der Affen: Survival (War for the Planet of the Apes)
- 2021–2022: Ordinary Joe (Fernsehserie, Schöpfer, Drehbuch von Episode 1x01)
- 2022: The Batman

### Als Regisseur
- 1996: Der Zufallslover (The Pallbearer)
- 1997: Homicide (Homicide: Life on the Street, Fernsehserie, Episode 6x08)
- 1997: Beziehungsweise (Relativity, Fernsehserie, Episode 1x14)
- 1998–2002: Felicity (Fernsehserie, 5 Episoden)
- 2006: Conviction (Fernsehserie, Episode 1x01)
- 2008: Cloverfield
- 2010: Let Me In
- 2014: Planet der Affen: Revolution (Dawn of the Planet of the Apes)
- 2017: Planet der Affen: Survival (War for the Planet of the Apes)
- 2022: The Batman

### Als Filmproduzent
- 2021: Mother/Android
- 2022: The Batman
- 2024: Lift